# Nuquí
Nuquí è un comune della Colombia facente parte del dipartimento di Chocó.
Il centro abitato venne fondato da Juanito Castro nel 1917.